# Nerioidea
Super-famille
Les Nerioidea sont une super-famille d'insectes diptères brachycères muscomorphes.

## Liste des familles
Selon BioLib (26 mai 2019) :
- famille des Cypselosomatidae
- famille des Megamerinidae Hendel, 1913
- famille des Micropezidae Desmarest, 1860
- famille des Neriidae
- famille des Pseudopomyzidae McAlpine, 1966